# Victoria (Northern Samar)
Victoria è una municipalità di quinta classe delle Filippine, situata nella Provincia di Northern Samar, nella regione di Visayas Orientale.
Victoria è formata da 16 baranggay:
- Acedillo
- Buenasuerte
- Buenos Aires
- Colab-og
- Erenas
- Libertad
- Luisita
- Lungib
- Maxvilla
- Pasabuena
- San Lazaro
- San Miguel
- San Roman
- Zone I (Pob.)
- Zone II (Pob.)
- Zone III (Pob.)